# Масани
Масани — історична місцевість, житловий мікрорайон розташований на північному заході Чернігова. На сході межує з мікрорайономи Коти та ЗАЗ, на півдні — з Подусівкою.

## Історичні відомості
Назва мікрорайону походить від села Масани, яке було приєднано до Чернігова у 1973 році.
На лівому березі річки Білоус люди селились ще у III—V ст., про що свідчать археологічні дослідження 1977 року О. В. Шекуна на околиці вулиці Фурманова (2016 року перейменована на вулицю Івана Молявки), на пологому північному схилі заболоченої низини. На цьому місці зафіксоване поселення, назване Масани-І, через дорогу від нього — поселення XI-ХІІІ ст., Масани-ІІ.
Село, яке пізніше перетворилось на район міста, виникло перед 1638 р., коли осадчі чернігівського старости Мартина Калиновського заснували Жавинку, Масани, Півці, Свин, Бобровицю, Сябричі, Полуботків, Лопатин, Коти, Уланів. «Sioło Massarÿ» вперше згадується в подимному реєстрі 1638 р. (13 «димів»). 

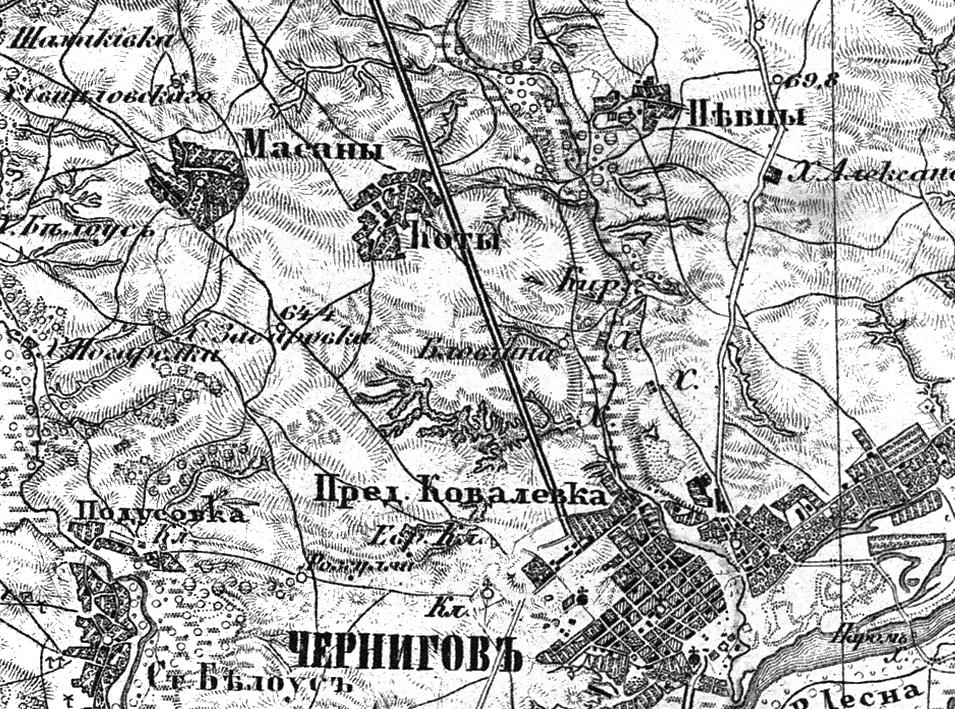
Околиця Чернігова на карті 1846 року. Зліва вгорі — с. Масани

Дослідниця околиць району і його мешканка Зайченко В. подає іншу версію про першу згадку села:
Село Масани засноване не пізніше II чв. XVII століття. Перша згадка про село відноситься до 1677 року, коли чернігівський городовий отаман (?) Іван (Ян) Харитонович Молявка купив у Фесі Шпаківни Титової, «обывательки мосановской», «селище» (двір з будівлями) з садом у Масанах, яке після його смерті у 1716 році одержали у спадок два його сини — Леонтій та Семен. З тих пір у Масанах були володіння Молявок аж до кінця XVIII ст. Село належало до полкової сотні.
Ю. Виноградський виводить назву від прізвища Масан. Бурмістр чернігівський Ілля Юрійович Масановець (1660, 1666) міг бути сином Юрія Масана, вірогідного засновника поселення.  
Перший опис села подав О. М. Лазаревський у праці «Обозрение румянцевской описи Малороссии. Полк Черниговский», а затим доповнив свої ж дані в «Описании Черниговского наместничества 1781 г.». Описи Лазаревського змальовують село, поділене на 5 вільних козацьких дворів і земельні володіння роду Молявок.
За даними на 1859 рік у козацькому й власницькому селі Чернігівського повіту Чернігівської губернії мешкало 240 осіб (123 чоловічої статі та 117 — жіночої), налічувалось 32 дворових господарства, існувала православна церква. Сільську церкву звели кінці XVII століття. Згідно збереженому зображенню, вона була дерев'яна, хрестово-купольна в плані, з одним куполом і дзвінницею.
Станом на 1886 у колишньому державному селі Халявинської волості мешкало 226 осіб налічувалось 46 дворових господарств, існували православна церква, постоялий будинок, 2 вітряних млини. У 1896 році була заснована перша школа.
В Масанах на початку XX століття мешкали і злиденні люди, і великі землевласники, такі як Іван Жабинський. У 1920 році землі останніх були перерозподілені між населенням. Село входило до Чернігівського округу Бобровицького району. У 1924 році в селі мешкали вже 413 мешканців. У 1930-ті роки населення значно збільшилось за рахунок переселених селян, яких приписали до місцевого колгоспу.
58 мешканців села загинули під час Другої світової війни (41 на фронті,17 в окупації). Дві дівчини побували в Німеччині остарбайтерами. Взимку 1943 року 14 мешканців (чоловіків, жінок і дітей) спалили німці. Зайченко В. у своєму дослідженні історії села переказала історію про те, що місцевий житель Микола Мацапей, являючись німецьким старостою, втік до партизан, аби не стати наступним знищеним, проте невдовзі наклав на себе руки.
Населення в 1976 році — 640 мешканців. Приєднання села до Чернігова відзначилось початком розбудови мережі газопроводів і телефонних ліній. Проте, до 90-х років XX ст. мешканці району систематично скаржились на відсутність таких важливих для міського району об'єктів, як школа, дитячий садок, дитячі майданчики, тролейбусна лінія. Бібліотеки в Масанах немає досі. У 1985 році церкву Різдва Богородиці, яка з 1950-х років була зерносховищем, знесли. На місці цвинтаря при храмі зробили дитячі гойдалки.

### Війна 2022 року
У лютому 2022 року Масани обстрілювали російські окупанти. 1 березня обстріл здійснювали Градом.

## Сучасність
Масани один з наймолодших мікрорайонів міста, забудова розпочалась 1988 року, більшість будинків споруджена у 1990-х і 2000-х роках. Мікрорайон активно розбудовується і сьогодні. Забудовники — чернігівські будівельні компанії: «Домобудівник», «Укрсівербуд» та інші. Більшість будинків типові панельні та цегляні 9-ти поверхівки, у 2009 році здано найвищий будинок мікрорайону — 16-ти поверховий житловий будинок. Ведеться будівництво будинків котеджного типу з індивідуальним плануванням.
Центральна магістраль мікрорайону, що сполучає його з центром міста, вулиця Незалежності. Відстань до центру Чернігова близько 8 кілометрів.
На Масанах діє два дитячих садочка, школа (№ 35), збудовані у 1990-х роках. Працює філіал дитячої поліклініки.
З 2010 року активно обговорювалось питання щодо проведення тролейбусної лінії до району. У 2010—2016 роках з великими перервами і затримками велось будівництво інфраструктури по вул. Козацькій, яка з'єднала тролейбусним сполученням Масани і Бобровицький житловий масив (вул. Рокоссовського). 19 грудня 2016 року по новій лінії пустили щойно змінений 11 маршрут у складі шести тролейбусів.
У цей же рік почали зводити перші будівлі по другій стороні вул. Незалежності.